# Санкт-Вольфганг-Кинберг
Санкт-Вольфганг-Кинберг (нем. Sankt Wolfgang-Kienberg) — коммуна (нем. Gemeinde) в Австрии, в федеральной земле Штирия. 
Входит в состав округа Юденбург.  Население составляет 393 человека (на 31 декабря 2005 года). Занимает площадь 20,39 км². Официальный код  —  6 08 07.

## Политическая ситуация
Бургомистр коммуны — Йохан Амон (АНП) по результатам выборов 2005 года.
Совет представителей коммуны (нем. Gemeinderat) состоит из 9 мест.
- АНП занимает 7 мест.
- АПС занимает 2 места.